# Хенгерсберг
Хенгерсберг (нем. Hengersberg) — ярмарочная община в Германии, в Республике Бавария. Община расположена в правительственном округе Нижняя Бавария в районе Деггендорф. Население составляет 7583 человека (на 31 декабря 2010 года). Занимает площадь 45,80 км². Ярмарочная община подразделяется на 64 сельских округа.

## Население
По оценке на 31 декабря 2015 года население общины Хенгерсберг составляет 7476 чел. 

| Дата      | 1840 | 1871 | 1900 | 1925 | 1939 | 1950 | 1961 | 1970 | 1987 | 2011 |
| --------- | ---- | ---- | ---- | ---- | ---- | ---- | ---- | ---- | ---- | ---- |
| Население | 2995 | 3283 | 3339 | 3713 | 3771 | 5633 | 4822 | 5239 | 6150 | 7059 |

| Год       | 1960 | 1970 | 1980 | 1990 | 2000 | 2009 | 2010 | 2011 | 2012 | 2013 | 2014 | 2015 |
| --------- | ---- | ---- | ---- | ---- | ---- | ---- | ---- | ---- | ---- | ---- | ---- | ---- |
| Население | 4965 | 5286 | 5829 | 6356 | 7379 | 7583 | 7583 | 7075 | 7191 | 7171 | 7277 | 7476 |